# Аперитив
Аперити́в (фр. apéritif, от лат. aperīre «открывать») — напиток, подаваемый перед едой и вызывающий аппетит, слюноотделение и подготавливающий рецепторы для восприятия пищи, стимулирующий выделение желудочного сока.

## Виды аперитивов
В качестве аперитивов используют алкогольные напитки, безалкогольные напитки, соки. Среди популярных аперитивов вермут, херес, кампари, ракия, бехеровка, узо, пастис, амонтильядо, коктейль кир. Также аперитивом может выступать и крепкий алкогольный напиток: водка, виски, ром, джин. Из безалкогольных напитков — минеральные воды, а также газированная, содовая и простая охлаждённая вода. Лучшими соками для аперитива служат лимонный, апельсиновый, грейпфрутовый, гранатовый, томатный, берёзовый, виноградный (из несладких сортов винограда).
Аперитивы делят на три группы: одинарные, комбинированные и смешанные. Одинарным называется аперитив, состоящий только из одного напитка, например подают только один вермут или один вид сока или минеральной воды. Комбинированный аперитив состоит из нескольких напитков, подаваемых одновременно, например минеральная вода, соки и вино. Смешанные аперитивы состоят из специально приготовленных смесей различных напитков, например коктейлей.

## История
Напитки, употребляемые перед едой, имеют весьма давнюю историю. Их упоминает живший в V веке блаженный Диадох Фотикийский.
В 1796 году туринский винокур Антонио Карпано изобрёл вермут. Во Франции аперитивы появились после того, как в 1846 году химик Жозеф Дюбонне создал напиток, получивший его имя. Дюбонне добавил в винный купаж хинин как средство для профилактики и лечения малярии, а чтобы смягчить горечь, собрал особую смесь из трав и специй. В XIX веке аперитивы получили распространение в Европе, а с начала XX — и в США.